# Awa Sissoko
Pour les articles homonymes, voir Sissoko.
Awa Sissoko est une joueuse française de basket-ball née le 6 mars 1994 à Paris jouant au poste d'arrière.

## Biographie
Après des débuts à La Courneuve (2003-2005) puis Paris Basket 18 (2005-2009), elle rejoint le centre de formation de l'USO Mondeville (2009-2012), où elle devient championne de France Cadettes en 2011 et 2012. Elle est aussi couronnée championne de France Espoirs LFB en 2011 et remporte la Coupe de France Cadettes en 2012. Internationale U18, elle remporte le Bronze à l’Euro cadettes 2010, puis l'or en 2012 avec les juniors. Elle quitte la Normandie quitte Mondeville en 2012-2013 pour signer à la SIG. Elle rejoint la Ligue 2 pour y trouver plus de temps de jeu : « La défense est un de mes points forts, Par contre, je dois améliorer des choses en attaque : prendre plus de responsabilités, être plus fiable au tir. »
Blessée une partie de la saison, elle ne dispute que 13 rencontres en Alsace pour 6 points, 2,2 rebonds et 1 passe de moyenne. En fin de saison, elle signe pour deux ans à Calais tout en préparant le Mondial U19,
À l'été 2013, elle remporte la médaille d'argent du Championnat du monde avec l'Équipe de France de basket-ball féminin des 19 ans et moins. 
Sa première saison à Calais est perturbée par une tendinite qui l'éloigne des terrains plusieurs semaines, qu'elle met à profit pour ses études en BTS Négociation Relation Client. Perpignan est de nouveau sacré champion de Ligue 2 en s'imposant face à Calais (77-56) en finale, où elle inscrit 12 points et 2 rebonds. Après une année difficile en LFB avec Calais (2,7 points et 1,3 rebond en 13 matches), interrompue par une blessure au genou en janvier, elle signe en juin 2015 avec le club de Ligue 2 de Chartres.
Elle s'engage pour 2016-2017 avec un relégué en LF2, Toulouse.

## Équipe de France
Avec Équipe de France U20, elle remporte l'or face à l'Espagne en juillet 2014.

## Palmarès
- Médaille d'or au Championnat d'Europe 2014 des 20 ans et moins[11]
- Médaillée d'argent au Championnat du monde de basket-ball féminin des 19 ans et moins 2013[6]
- Médaille de bronze au Championnat d’Europe U16 en 2010
- Médaille d'or au Championnat d’Europe U16 en 2010
- Championne de France Espoirs LFB en 2011 avec Mondeville
- Championne de France Cadettes en 2011 et 2012 avec Mondeville
- Vice-championne de Ligue 2 en 2014